# Josefine Ottesen
Josefine Ottesen (født 4. februar 1956) er en dansk børnebogsforfatter, skuespiller, teaterinstruktør mm.

## Slægt og familie
Ottesen er datter af forfatteren Thea Bank Jensen og cand.theol. Peder Ottesen. Hun er født i København, men tilbragte det meste af sin tidlige barndom i Nordjylland på statsungdomshjemmet Kjettrupgaard, hvor hendes forældre var forstanderpar. Efter forældrenes skilsmisse flyttede hun med sin mor til Nordsjælland. Hun afsluttede sin folkeskole i Jægerspris og blev boende hjemme til hun var 18 år.
Josefine er gift med musikeren Jan Schønemann og har børnene Adam og Naja.

## Uddannelse og scenekunstarbejde
I 1975 flyttede Josefine til Hjørring for at gå på Hjørring Seminarium. Det blev imidlertid ret hurtigt klart for hende, at det ikke var lærergerningen, der trak, og hun begyndte allerede året efter på Herning Højskoles dramalærerlinje med den hensigt senere at uddanne sig videre inden for teatret.  Derefter flyttede hun i 1977 til Svendborg, hvor hun stadig bor.
Efter et kort ansættelsesforhold på Baggårdteatret i Svendborg rejste hun i 1980 til Californien for at følge undervisningen på "Dell’arte, School of Physical Theatre". Efter at have gennemført skolens teatertræningsprogram vendte hun tilbage til Danmark og etablerede sammen med Claus Mandøe "Verdens Lilleste CirkusVarieteTeater", der de næste fem år turnerede landet tyndt med deres "Teaterfortællinger".
I perioden 1985-1989 var Josefine instruktør for teatergruppen Gadesjakket i Odense og instruerede i 1988 også to forestillinger for Fair Play i Holbæk. Mellem 1989 og 1993 satte hun en række forestillinger op i med børne-og ungdomsteatret “Fuld fart frem”, der var skrevet i samarbejde med børnene og de unge.

## Forfatterkarriere
I 1983 debuterede Ottesen som forfatter sideløbende med sin teaterkarriere, og de næste knap femten år skrev hun parallelt med arbejdet som skuespiller, instruktør og dramatiker. Allerede i 1986 fik hun stor succes med Eventyret om fjeren og rosen, som hun i 1987 fik tildelt Kulturministeriets børnebogspris for. Eventyret om fjeren og rosen udkom i første omgang med en slutning som faktisk ikke var Josefines foretrukne, men redaktørens. Senere er bogen blevet genudgivet med Josefines foretrukne slutning og med en CD til med musik, der er skrevet til fortællingen.
Midt i 1990'erne besluttede hun sig for at koncentrere sig fuldt ud om skriveriet, og hun har siden opnået stor anerkendelse fra både anmeldere og læsere.
Josefine Ottesen skriver fortrinsvis for børn og unge, men hun har også mange voksne læsere. Hendes historier bevæger sig mellem fantasy, eventyr og fantastiske fortællinger, og en del af de større romanserier kan læses på flere niveauer. Hun er især kendt for Krigeren 1-3, Historien om Mira 1-3 og Det døde land 1-3, men hun har som forfatter også haft stor betydning for nye læsere/svage læsere, især med Drageherren 1-11, Enya 1-6, Krigerprinsessen 1-7 og Sagaen om Sigurd 1-6.
Sidst i nullerne begyndte Josefine at skrive andre genrer end fantasy, der ellers havde været hendes gebet siden starten af firserne. Først Det Døde Land, der er en dystopisk fremtidsvision og derefter flere romaner baseret på historisk research – dog stadig med en stor grad af fantastiske elementer.
Moderens ungarsk-jødiske ophav har betydet meget for hendes identitet og historiske opmærksomhed og har også været en del af drivkraften bag en af hendes mest læste børnebogsserier, Historien om Mira.
Siden hun i 1987 fik tildelt Kulturministeriets Børnebogspris for Eventyret om Fjeren og Rosen, har hun været indstillet til og har modtaget en lang række priser, både nationalt og internationalt.
Ottesen har siden 2011 været på top ti-listen over modtagere af Bibliotekspenge, og siden 2014 fast siddet på andenpladsen, kun overgået af Bjarne Reuter.

## Kulturentreprenør
I 2017 var Josefine Ottesen medstifter af Sydfyns Kulturforening, der afholdt en stor parade i Svendborg med deltagelse af 2000 lokale borgere. Antallet af deltagere til paraden gav Sydfyns Kulturforening blod på tanden og der er planlagt endnu en parade i foråret 2019.
1. Januar 2018 overtog Josefine det tidligere Frelsens Hær-hus på Lundevej 2 i Svendborg, for at lave forsamlingshus.

## Udvalgte priser og nomineringer
- 1987 Kulturministeriets Børnebogspris for Fjeren og rosen[7]
- 2004 Kommunernes Skolebiblioteksforenings Forfatterpris for Krigeren [11]
- 2004 Krigerserien optages på æreslisten til den internationale H.C. Andersen-pris, H.C. Andersen-medaljen
- 2004 Børnebibliotekarernes Kulturpris for Drageherren[12]
- 2006 Josefine Ottesens samlede forfatterskab nomineret den internationale H.C. Andersen-pris, H.C. Andersen-medaljen
- 2005 Boghandler-medhjælpernes Børnebogspris for Dæmonernes hvisken[13]
- 2006 DR’s ungdomslitteraturpris Orla-prisen for Dæmonernes hvisken[14]
- 2009 Kulturministeriets Børnebogspris for Golak, bind 1 af Det døde land[7]
- 2009 Josefine Ottesens samlede forfatterskab indstillet til ALMA-prisen 2010[15]
- 2017 Svendborg Kommunes Kulturpris[16]